# Toy Story
 For alternative betydninger, se Toy Story (flertydig). (Se også artikler, som begynder med Toy Story)
Toy Story er en animeret amerikansk film fra 1995 og filmhistoriens første fuldt genererede 3D-spillefilm. Filmen er animeret af selskabet Pixar i samarbejde med Disney. Toy Story var den første film udgivet af Pixar.
Filmen blev fulgt op af Toy Story 2 (1999), Toy Story 3 (2010) og Toy Story 4 (2019).

## Handling
Toy Story handler om drengen Anders' legetøj, der bliver levende, når han ikke er i værelset. I den første film skal Anders, hans mor og hans lillesøster Mette snart flytte. Inden da bliver Anders' fødselsdag fejret, og det er en udfordring for legetøjet, især for cowboy-dukken Woody, der indtil videre har været drengens yndlingslegetøj siden børnehaven. Denne fødselsdag er især en udfordring for legetøjet, fordi et nyt legetøj, rum-actionfiguren Buzz Lightyear, kommer ind på banen og bliver den nye favorit, i hvert fald i starten. De to figurer kommer ud for en masse eventyr og bliver gode venner.
Inde ved siden af Anders bor drengen Svend, som er vild med raketter og at være ond ved sit legetøj. Han har en hund, der hedder Skurk, som er et af Anders' legetøjs værste mareridt. En aften bliver Anders inviteret af sin mor ud at spise på PizzaPlanet, der er Anders' yndlings restaurant. Anders får lov at tage et legetøj med. Han vil vælge Buzz, som han lige har fået, men Buzz bliver ved et uheld skubbet ud af vinduet af en lampe Hr. Potato Head Beskylder Woody for at skubbe Buzz ud af vinduet fordi han var Jaloux og Kunne ikke klare at Buzz var Anders Favorit Legetøj og at være en Legetøjsmorder, så Hr. Potato Head og de andre legetøj går til angreb imod ham men Woody bliver reddet af Anders som ikke kan finde Buzz og tager ham med på turen i stedet, Buzz dukker op på vej til PizzaPlanet efter at have hægtet sig på bilen og kommer ned gennem det åbne soltag, da bilen holder stille på en benzintank. De to figurer kommer i slagsmål og falder ud af bilen og ender inde under den, inden den kører igen. Det er nu de to figurers opgave at komme frem til Anders og hjem til de andre legetøj, inden Anders og hans lille familie flytter.

## Danske stemmer
- Woody: Preben Kristensen
- Buzz Lightyear: Thomas Eje
- Hr. Potato Head: John Hahn-Petersen
- Basse: Lasse Lunderskov
- Slinky: Peter Zhelder
- Rex: Anders Bircow
- Bodil: Ann Hjort
- Anders: Alexander Glæsel
- Svend Jensen: Andreas Hviid
- Sergent, Stavemaskine, Reklamespeaker: Lars Thiesgaard
- Lennart׃ Christian Clausen
- Hanne: Amalie Dollerup
- Anders' mor: Michelle Bjørn-Andersen
- Rocky: Jack Angel
- Gummihaj, Såret Soldat: Donald Andersen
- Reklamespeaker: Torben Sekov
- Tankpasser: Niels Weyde
- Svend's mor: Vibeke Hastrup
- Billist: Pauline Rehné
- Rumvæsen: Torben Sekov, Lars Thiesgaard, Peter Røschke
- Fødselsdagsgæst׃ Mikkel Weyde

## Sangene
- Du er min bedste ven (Udføres ved Otto Brandenburg samt Peter Thorup)
- Alt er forandret og sært (Udføres ved Otto Brandenburg samt Peter Thorup)
- Nu ved jeg det kun var en drøm (Udføres ved Otto Brandenburg samt Peter Thorup)

## Produktion
Tekst mangler, hjælp os med at skrive teksten

## Modtagelse
Tekst mangler, hjælp os med at skrive teksten